# Стефон Марбери
Стефон Марбери (енгл. Stephon Marbury; Бруклин, Њујорк, 20. фебруар 1977) је бивши амерички кошаркаш, а садашњи кошаркашки тренер. Играо је на позицији плејмејкера.
На драфту 1996. одабрали су га Милвоки Бакси као 4. пика.

## Успеси

### Репрезентативни
- Олимпијске игре:  2004.

### Појединачни
- НБА Ол-стар меч (2): 2001, 2003.
- Идеални тим НБА — трећа постава (2): 1999/00, 2002/03.
- Идеални тим новајлија НБА — прва постава: 1996/97.